# Nicole Edelenbos
Nicole Edelenbos (Dordrecht, 6 juni 1962) is een Nederlands bestuurder, adviseur en advocaat. Ze verkreeg bekendheid als bestuurder bij verschillende Nederlandse betaaldvoetbalclubs.

## Loopbaan
Edelenbos studeerde rechten aan de Erasmusuniversiteit en was vervolgens werkzaam als advocaat. Tussen 1995 en 1998 was Edelenbos directeur algemene zaken bij Feyenoord. Ze was in 1997 betrokken bij de oprichting van de Eredivisie CV. Edelenbos werd in 1998 ontslagen bij Feyenoord nadat haar relatie met Maarten Oldenhof, destijds directeur bij AFC Ajax, bekend werd. Ze kreeg een schadevergoeding van 210.600 gulden. Ze was als interim-manager verbonden aan N.E.C. (1998/99) en NAC Breda (1999-2000) en actief in het bedrijfsleven.
Tussen 2005 en 2014 was Edelenbos partner bij Boer & Croon. Daarna begon ze een eigen bedrijf. Tussen 2017 en 2018 was ze voorzitter van de Raad van Commissarissen van de Coöperatie Eredivisie Vrouwenvoetbal. Begin 2019 werd Edelenbos interim-directeur van NAC Breda waarna ze vanaf augustus 2020 als extern toezichthouder bij FC Twente werd aangesteld door de gemeente Enschede.

## Privé
Edelenbos is gehuwd met Oldenhof, met wie zij drie kinderen kreeg.